# Эго (рассказ)
«Э́го» — рассказ Александра Солженицына. Впервые опубликован в журнале «Новый мир» № 3 за 1995 год. В рассказываются описываются события Гражданской войны в России. Рассказ двучастен по композиции с рассказом «На краях». В этих двух рассказах сравниваются судьбы героев — Павла Васильевича Эктова (Эго) и маршала Г. К. Жукова.

## История
В 1990 году А. И. Солженицын завершил историческое повествование «Красное колесо», после чего у него появилось время обратиться к жанру рассказ. Солженицын писал:
Давно я задумал и томлюсь по жанру рассказов двучастных. Этот жанр — просто сам просится в жизнь. Мне видится несколько типов или видов таких рассказов. Простейший: один и тот же персонаж, или два-три их, в обеих частях —половинках, но разделенных временем — хоть малым, хоть годами. (Да это само собой, и незадуманно, встречается во многих литературных сюжетах).
В 90-е годы XX века Солженицын написал восемь двучастных рассказов, в том числе рассказ Эго, вошедший в сборник «Два рассказа» (Эго, На краях). Рассказ был напечатан в журнале «Новый мир» в 1995 году.

## Фон
Действие рассказа происходит в России в 1918—1921 годах в годы Гражданской войны. «Военный коммунизм» приносит в сёла Тамбовщины продразвёрстку, направленную на заготовку продовольствия, в первую очередь, зерна. В стране были сформированы продотряды. Заготовки продовольствия продотрядами разрешались строго по твердым государственным тарифам и путём реквизиции хлеба у кулаков-«саботажников». А. И. Солженицын описывает в рассказе «Эго» работу продотрядов, чьё появление в деревню было чревато расстрелами. На Тамбовщине возникает движение против большевизма. Во главе движения стал кирсановский мещанин Александр Антонов.
Восстание Антонова быстро расширилось и дошло до десятка полков по 1,5-2 тысячи бойцов в каждом. В ноябре 1920 года Антонов пытался взять Тамбов, куда со всей губернии бежали коммунистические активисты. Для подавления «мятежа» большевики стянули большие силы с бронеавтомобилями и самолётами и начали борьбу с антоновцами. Однако к зиме 1920/1921 силы Антонова удвоились и обрели черты регулярной армии. Герой рассказа, Эго, выдвинулся в армии до одного из главных деятелей штаба. В марте 1921 антоновцы в селе Рассказово около Тамбова взяли в плен красный батальон. Почти половина взятого батальона добровольно присоединилась к партизанам.
Большевики усмиряли движение Антонова с невиданной жестокостью. По сёлам разъезжала выездная сессия губЧК. За одно подозрение в причастности к повстанчеству люди ссылались в концлагеря.

## Содержание
В рассказе «Эго» повествуется о сельском интеллигенте Павле Васильевиче Эктове. Симпатии к трудовому народу привели его в годы Гражданской войны в ряды крестьянского повстанческого движения. Павел Эктов оставил в Тамбове молодую жену, которая работала учительницей, свою 5-летнюю дочку Мариночку и присоединился к восстанию. Для конспирации он скрыл от повстанцев свою настоящую фамилию, взяв кличку «Эго».
Эго, став начальником штаба атамана Антонова, проявлял в борьбе с продотрядовцами настоящее мужество. Большевики силой усмиряют народное движение. Эго заболевает и остаётся в лечиться в одной из деревень. По бабьему доносу он был в деревне схвачен чекистами и увезен в лубянскую тюрьму в Москве.
Попав в плен к чекистам, Эктов скрывал настоящую фамилию, чтобы чекисты не добрались до оставшихся в Тамбове жены и дочери. Однако чекисты по фотографии в Тамбове выяснили настоящее имя Эго, нашли его семью. На допросе чекист-следователь стал угрожать, что если Эго не будет сотрудничать, то жену сначала на его глазах отдадут мадьярам, а потом пристрелят; расстреляют и его самого. От него требуют выехать к кавалерийской бригаде Григория Котовского. Эго не выдерживает шантажа и соглашается на требования. Прибыв в расположение Котовского, Эго обнаруживает там странный эскадрон из красноармейцев, переодетых в казаков. Эго, как известный участник восстания, должен был встретиться с командиром крупного партизанского отряда Ивана Матюхина и убедить его, что часть казаков из враждебной красным повстанческой армии, прорвалась для соединения с Антоновым через Воронежскую губернию. Роль этих «казаков» и будут играть ряженые котовцы. При «соединении» с ними отряд Матюхина планируется уничтожить.
Окружённый переодетыми чекистами Эго встретился с братом Ивана Матюхина, Мишкой, а затем с ним самим. Он рассказывает им обманную чекистскую версию о пришедших продолжать борьбу с красными на Тамбовщине «казаках», выдавая Котовского за «войскового старшину Фролова». Предательство тяготит Эго. Он пытался раскрыть обман матюхинцам, но опасался за судьбу жены и дочки. Поверившие Эго матюхинцы сходятся с «казаками» Котовского на совет в селе по 10 командиров с каждой стороны. Во время ужина Котовский и его люди, неожиданно вынув маузеры, на глазах Эго расстреляли «союзников». Рассказ на этом заканчивается.

## Критика
Рассказ написан как двучастный, схожий по композиции с рассказом «На краях». В рассказе «На краях» писатель увидел схожие моменты в жизни маршала Жукова. Судьбы Жукова и Эго показаны автором схожими, оба воевали на одном фронте, только по разные его стороны: Жуков — на стороне Красной армии, Эго — восставших крестьян.
По мнению клерикального исследователя П. Спиваковского: «В рассказе „Эго“ показано, что безрелигиозно-гуманистическое сознание главного героя оказывается источником предательства». Безразличие к проповедям «сельских батюшек» ведет к забвению духовного смысла жизни. Герой рассказа Эго отказывается от церковной проповеди, а она могла быть источником «той самой реальной помощи, без которой герой попадает в капкан собственного мировоззрения».
Компромисс и нерешительность в поворотные периоды жизни, страх, который испытытал маршал, вернувшись в Москву, сломили маршала по-другому, чем Эго, но по сути так же. Эго беспомощен что-либо изменить, когда выступает предателем, Жуков по мнению Солженицына, тоже может лишь беспомощно оглянуться на краю жизни. Герой, по мнению автора, ошибся не тогда, когда не решился на военный переворот, а когда он, крестьянский сын, участвовал в уничтожении мира русской деревни.